# Novosselenguinsk
Novosselenguinsk (en russe : Новоселенги́нск), est un village de Russie, situé dans le raïon de la Selenga, en Bouriatie.
Anciennement appelée simplement Selenguinsk, c'était l'une des villes les plus importantes de Sibérie avant 1800.

## Géographie
Novosselenguinsk est arrosé par la rivière Selenga, au sud du lac Baïkal.

## Histoire
Première colonie fortifiée des Russes sur la rivière Selenga, l'ostrog de la Selenga était située au nord du confluent des rivières Tchikoï et Selenga sur la rive droite de la Selenga. L'ostrog a été fondé par Gavril Lovtsov en 1655 et était situé à environ 20 kilomètres au sud-est du lac Goussinoïe et à 85 kilomètres au sud-est du lac Baïkal. La rivière Selenga est rapidement devenue une partie de la principale route commerciale russo-chinoise qui, par bateau, traversait la Sibérie jusqu'au lac Baïkal, remontait la Selenga, puis par caravane vers le sud-est atteignait Pékin. Par conséquent, l'ostrog s'est rapidement développé et est devenu un centre administratif majeur de la Transbaïkalie.
En 1677-1680, un fort secondaire est construit en aval de ce qui deviendra plus tard Oulan-Oudé.
L'ostrog est assiégé en 1688 par les Mongols Khalkhas pendant deux mois, mais ils doivent se retirer lorsque leur territoire principal est attaqué par les Oïrats. Les Khalkhas, alors vassaux des Mandchous, attaquent parce que les Russes ont pris le contrôle de leurs parents et vassaux, les Bouriates et parce que les Russes donnent asile aux fugitifs. La défense est dirigée par Demian Mnohohrichny, un cosaque exilé qui a auparavant joué un rôle important dans l'histoire ukrainienne. Il meurt et y est enterré en 1703. Fiodor Alekseïevitch Golovine est également présent à ce moment-là. Le traité de Nertchinsk (1689) aurait été négocié ici, mais Golovine a été contraint de se déplacer vers l'est pour Nertchinsk afin que les ambassadeurs mandchous puissent éviter les combats en Mongolie.
En 1727-1730, Abram Petrovitch Gannibal, l'arrière-grand-père africain d'Alexandre Pouchkine, est exilé ici après la mort de Pierre le Grand. Il participe au déplacement de la forteresse vers un nouvel emplacement. En 1729, la négociation du traité de Kiakhta y a lieu. Cela conduit à la fondation de Kiakhta sur la frontière russo-chinoise en amont.
Selenginsk devient dès 1745 la plus grande ville à l'est du lac Baïkal avec 4 000 habitants. Des caravanes d'État y passent jusqu'en 1755. Deux grands incendies en 1783 ne laissent debout que quinze maisons et des parties du fort. De nombreux marchands se déplacent vers le nord à Oulan-Oude où une foire a été établie en 1780.
À partir de 1819, Selenginsk abrite Edward Stallybrass (en) et ses collègues missionnaires de la London Missionary Society, qui, avec la bénédiction d'Alexandre Ier de Russie, cherchent à apporter l'évangile chrétien au peuple bouriate. La mission, qui déménage à Khodon en 1828, a finalement été supprimée en 1840 par le Saint Synode de l'Église orthodoxe russe sous le successeur d'Alexandre Ier, Nicolas Ier.
A Novoselenginsk sont exilés de nombreux Décembristes : K. Thorson du 1er septembre 1839 au 4 décembre 1851 ; Nikolaï Bestoujev du 21 janvier 1837 au 15 mai 1855 ; son frère Mikhail Bestoujev du 1er septembre 1839 à juin 1867.